# De Juristenkrant
De Juristenkrant is een tweewekelijks juridisch tijdschrift gericht op Vlaamse juristen. Het wordt uitgegeven door Wolters Kluwer sinds 1999.

## Geschiedenis
De Juristenkrant ontstond in 1999 uit een samenvoeging van Juditkrant en Vlaams jurist vandaag en wordt uitgegeven door Wolters Kluwer. Het tijdschrift is geschreven in het Nederlands en is gericht op Vlaamse juristen. Er worden artikels over ontwikkelingen in het recht, opiniestukken, interviews, cartoons en vacatures in gepubliceerd.
De huidige hoofdredacteur is Bernard Hubeau.